# يو أون غي
يو أون غي (25 فبراير 1940 - 22 مايو 2009) ممثلة تلفزيونية وسينمائية راحلة من كوريا الجنوبية . إشتهرت بدور الوصيفة الأولى للمطبخ الملكي في مسلسل جوهرة القصر.

## روابط خارجية
- يو أون غي على قاعدة بيانات الأفلام الكورية
- يو أون غي على موقع IMDb (الإنجليزية)
- يو أون غي على موقع قاعدة بيانات الفيلم (الإنجليزية)
- يو أون غي على موقع كينوبويسك (الروسية)